# Víctor Amadeu III
Víctor Amadeu III de Sardenya (Torí, Regne de Sardenya-Piemont 1726 - Moncalieri 1796) fou el duc de Savoia i rei de Sardenya entre 1773 i 1796.

## Orígens familiars
Va néixer el 26 de juny de 1726 a la ciutat de Torí, en aquells moments capital del Regne de Sardenya-Piemont i que avui en dia forma part de la regió italiana del Piemont, sent el segon fill del rei Carles Manuel III de Sardenya i Polixena Christina de Hessen-Rotenburg. Era net per línia paterna del també rei Víctor Amadeu II de Sardenya i Anna Maria d'Orleans, i per línia materna d'Ernest-Leopold de Hessen-Rotenburg i Elionor de Löwenstein-Wertheim-Rochefort.
Va morir el 16 d'octubre de 1796 a la ciutat de Moncalieri.

## Núpcies i descendents
Es casà el 31 de maig de 1750 a la població d'Oulx amb Maria Antònia d'Espanya, filla del rei Felip V d'Espanya i Isabel de Farnesi. D'aquesta unió nasqueren:
- Carles Manuel IV de Sardenya (1751-1819), duc de Savoia i rei de Sardenya
- Maria Elisabet de Savoia (1752-1753)
- Maria Josepa de Savoia (1753-1810), casada el 1771 amb el rei Lluís XVIII de França
- Amadeu de Savoia (1754-1755), duc de Montferrat
- Maria Teresa de Savoia (1756-1805), casada el 1773 amb el rei Carles X de França
- Maria Anna de Savoia (1757-1824), casada el 1775 amb Benet de Savoia, duc de Chablais
- Víctor Manuel I de Sardenya (1759-1824), duc de Savoia i rei de Sardenya
- Maria Cristina de Savoia (1760-1768)
- Maurici de Savoia (1762-1799), duc de Montferrat
- Maria Carolina de Savoia (1764-1782), casada el 1781 amb rei Antoni I de Saxònia
- Carles Fèlix I de Sardenya (1765-1831), duc de Savoia i rei de Sardenya
- Josep de Savoia (1766-1802), duc d'Aosta

## Ascens al tron
Va accedir al tron de Sardenya el 1773 després de la mort del seu pare, iniciant ràpidament l'ampliació del port de Niça.
Durant les Guerres Napoleòniques les seves tropes foren derrotades pels francesos a la batalla de Millesimo el 13 d'abril de 1796, sent obligat a firmar el Tractat de París el mateix any, pel qual va cedir les fortaleses piemonteses de Cuneo, Ceva, Tortona, Alessandria al Primer Imperi Francès, així com permetre el pas de l'exèrcit francès a través de Sardenya-Piemont en direcció a la península Itàlica. Així mateix va ser obligada a cedir el Comtat de Niça i el territori continental del Ducat de Savoia al domini francès.

## Títols, estils, honors i escut

### Títols i estils

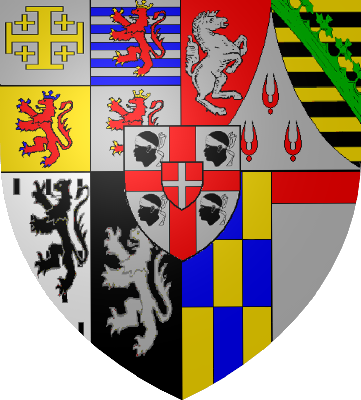
Escut de Carles Fèlix, Rei de Sardenya

- 26 de juny de 1726 – 20 de febrer de 1773 – Sa Altesa Reial el Duc de Savoia
- 20 de febrer de 1773 – 16 d'octubre de 1796 – Sa Majestat el Rei de Sardenya

### Honors
- Gran Mestre de l'Orde de Sant Maurici i Sant Llàtzer – 20 de febrer de 1773 – 16 d'octubre de 1796
- Gran Mestre de l'Orde de la Santísima Anunciació – 20 de febrer de 1773 – 16 d'octubre de 1796
- Gran Mestre de la Medalla d'Or al Valor Militar – 20 de febrer de 1773 – 16 d'octubre de 1796